# Jürgen Emig
Jürgen Emig (* 3. August 1945 in Kaiserslautern) ist ein deutscher Fernsehreporter und ehemaliger Leiter der Abteilung Sport Radio + TV des Hessischen Rundfunks. Er ist vor allem durch seine Radsportmoderationen zur Tour de France einem breiteren Publikum bekannt.

## Karriere
Im Jahr 1968 kommentierte Emig sein erstes Fußballspiel zwischen dem MSV Duisburg und dem FC Bayern München. Neben der Tätigkeit als Moderator in der Bundesliga kommentierte Emig außerdem auch Länderspiele der deutschen Nationalmannschaft. In der Fernsehserie Fußballtrainer Wulff wirkte er 1973 in der Episode Eisenmax muß weichen (Folge 19) als Reporter mit.
Stationen Emigs als Journalist sind: 1966–1967 Südwestfunk Mainz; 1968–1987 Saarländischer Rundfunk, Radio + TV; 1984 „Silberne Kugel“ (NOK-Medienpreis für seine Fernsehberichterstattung bei den Olympischen Spielen in Los Angeles 1984).
1986 promovierte Emig an der Universität des Saarlandes zum Dr. phil. Thema seiner Dissertation war Informationsgenerierung über einen mehrstufigen journalistischen Selektions- und Entscheidungsprozeß dargestellt an der Hintergrundberichterstattung im Bereich des Sports.
Ab November 1987 arbeitete Emig beim Hessischen Rundfunk, wo er unter anderem als Reporter vom olympischen Handballturnier 1996 in Atlanta und von der Fußball-Weltmeisterschaft 1998 in Frankreich berichtete.

## Strafverfolgung
Am 23. März 2004 legte Emig die Leitung der Sportredaktion des Hessischen Rundfunks nieder, nachdem bei einer internen Revision des Senders in zwei Berichten zweifelhafte Vorgänge festgestellt worden waren. Ausgelöst wurde dies durch einen Bericht der Hessischen/Niedersächsischen Allgemeinen (HNA). Emig wurde am 28. Juni 2005 wegen Verdunkelungsgefahr in Zusammenhang mit einer Bestechungsaffäre festgenommen, in der ihm ein Anfangsverdacht auf Bestechlichkeit und wettbewerbsbeschränkende Absprachen bei Ausschreibungen vorgeworfen wurden. Weil die Vorwürfe der Frankfurter Staatsanwaltschaft von Emigs Rechtsanwälten nicht ausgeräumt werden konnten, sprach der HR seinem ehemaligen Sportchef am 14. Juli 2005 die fristlose außerordentliche Kündigung aus (Verdachtskündigung wegen Betrugs, Untreue und Bestechlichkeit).
Am 4. Mai 2007 erhob die Frankfurter Staatsanwaltschaft Anklage gegen Jürgen Emig wegen Verdachts des Betruges, der Untreue, der Bestechlichkeit und Bestechung. Die Staatsanwaltschaft warf Emig vor, über die Tarnfirma SMP Sponsorengelder am Hessischen Rundfunk vorbei geschleust zu haben. Dabei habe der mitangeklagte SMP-Geschäftsführer und ehemalige Präsident des Deutschen Tanzsportbundes Harald Frahm für Emig als Strohmann fungiert. Staatsanwalt Michael Loer sagte über Emig: „Er hat die Rundfunkfreiheit verraten und redaktionelle Entscheidungen verkauft.“ Die Forderung der Staatsanwaltschaft lag bei dreieinhalb Jahren Haft.
Am 2. Oktober 2008 wurde Emig vom Landgericht Frankfurt am Main wegen Bestechlichkeit, Beihilfe zur Bestechung und Untreue zu zwei Jahren und acht Monaten Haft verurteilt. In der Urteilsbegründung bescheinigte der Richter dem früheren Sportjournalisten ein „dreistes Vorgehen“ und „ziemlich viel kriminelle Energie“. Strafmildernd berücksichtigte das Gericht das Teilgeständnis Emigs und die Tatsache, dass er durch den Verlust seines Berufs vor dem finanziellen und sozialen Ruin stand. Frahm wurde am 2. Oktober 2008 wegen Bestechung und Beihilfe zur Untreue zu einer Bewährungsstrafe von einem Jahr und zehn Monaten verurteilt. Außerdem musste er 100.000 Euro Strafe zahlen. Gegen das Urteil des Landgerichts legte Emig ohne Erfolg Revision ein, das Urteil wurde am 27. November 2009 vom Bundesgerichtshof bestätigt.
Das Arbeitsgericht Frankfurt am Main verurteilte Emig am 13. April 2011 in einem weiteren Verfahren zur Zahlung von 1,1 Millionen Euro Schadenersatz an den Hessischen Rundfunk. Die Kündigungsschutzklage wurde abgewiesen. Vor dem Hessischen Landesarbeitsgericht wurde dieses Urteil am 11. Januar 2013 durch einen Vergleich beider Parteien inhaltlich bestätigt. Emig sollte 1,1 Millionen Euro an den Sender zahlen, die Summe sollte aber bei vollständigem Verzicht auf alle Ansprüche aus seiner Betriebsrente mit dieser verrechnet werden. Ursprünglich hatte der Sender 1,78 Millionen Euro von Emig gefordert.

## Privates
Jürgen Emig war in erster Ehe mit einer Journalistin verheiratet und hat mit ihr zwei Kinder. In zweiter Ehe ist er mit Atlanta Killinger verheiratet.